# Erhard Melcher
Erhard Melcher (* 17. November 1939) gründete zusammen mit Hans Werner Aufrecht das Unternehmen AMG, heute Mercedes-AMG.

## Leben
Melcher war bis Mitte der 1960er-Jahre Mitarbeiter in der Entwicklungsabteilung von Mercedes-Benz. Gemeinsam mit Hans Werner Aufrecht gründete er im Juli 1967 in einer alten Mühle in Burgstall an der Murr die Firma AMG als Ingenieurbüro, Konstruktion und Versuch zur Entwicklung von Rennmotoren. Später verließ Melcher das Unternehmen, arbeitete und entwickelte aber weiterhin für Aufrecht. Das Akronym AMG leitet sich aus „A“ wie Aufrecht, „M“ wie Melcher und „G“, dem Gründungsort Großaspach, ab. Melcher gilt in dem Unternehmen als ausgewiesener Fachmann für Nockenwellen.